# Felice II di Metz
Felice II di Metz (VII secolo – Metz, 22 dicembre 707) è stato un vescovo franco.
Fu il trentacinquesimo vescovo di Metz ed è venerato come santo dalla chiesa cattolica.

## Biografia
Non sono pervenute sue notizie biografiche, se non il fatto che resse la diocesi per solo nove mesi e che i suoi resti furono collocati nell'abbazia benedettina di San Symphorien, fuori città.